# Шахта «Жовтневий рудник»
ДВАТ Шахта «Жовтневий рудник». Входить до ДП Донецька вугільна енергетична компанія.

## Історія
Шахта "Жовтневий рудник" стала до ладу у 1974 р з проектною потужністю 1,8 млн т вугілля на рік. Разом із шахтою "Жовтнева" вони утворили шахтоуправління "Жовтневе" і мають спільну інфраструктуру, ряд наземних споруд та розташовані на одній промисловій площі.
Указом Президії Верховної Ради РСР від 4.03.1981 р. шахтоуправління "Жовтневе" у складі шахти "Жовтнева" і шахти "Жовтневий рудник" за високі досягнення в 11-ій п'ятирічці було нагороджено орденом Леніна.
З 01.01.2000 Шахтоуправління "Жовтневе" реорганізоване й на його базі створена ДВАТ шахта "Жовтневий рудник" і ДП шахта "Жовтнева". ДВАТ шахта "Жовтневий рудник" увійшла до складу Холдингової компанії "Донецьквугілля" на правах дочірнього підприємства.
З 01.04.2004 р. шахта "Жовтневий рудник" та шахта імені М. І. Калініна реорганізовані й на їхній базі створений відособлений підрозділ "Шахтоуправління ім. М.И. Калініна" ДП "Донецьквугілля".
З 01.02.2005 р. шахта "Жовтневий рудник" вийшла зі складу "Шахтоуправління ім. М.И. Калініна" й іменується відособлений підрозділ шахта "Жовтневий рудник" державного підприємства "Донецька вугільна коксова компанія".
З 01.06.2005 р. ДП «Шахта "Жовтневий рудник"»  передана ДП "Донецька вугільна енергетична компанія"

## Загальні дані
Фактичний видобуток 3941/1174 т/добу (1990/1999). У 2003 р видобуто 321 тис.т, у 2005 - 203 тис.т.
Максимальна глибина 1123 м (1990—1999).
Шахте поле розкрите 5 вертикальними стволами і горизональними квершлаґами на горизонтах 741 і 995 м.
Протяжність підземних виробок 138,3/65 км (1990/1999).
Вугільні пласти l1, m3, l8' потужністю 1,1-1,98 м (1990—1999) з кутами падіння 10-15о. Марка вугілля Г. Промислові запаси на 01.01.2002 р. становлять 96 967 млн. тонн. Середня глибина виробки 911 м, максимальна - 1123 м.
Всі пласти небезпечні з вибуху вугільного пилу. Пласти m3, l8' загрозливі за раптовими викидами вугілля і газу. Шахта надкатегорійна за метаном.
У 2002 відпрацьовувала 2 пласта — m3, l8'.
Кількість очисних вибоїв 11/2 (1990/1999), підготовчих 15/9 (1990/1999).
Очисні вибої обладнані механізованими комплексами МКД-2. Проведення підготовчих виробок ведеться прохідницькими комбайнами нового технічного рівня 604 м.
Кількість працюючих: 5590/3415/1563 осіб, в тому числі підземних 4105/2436 осіб (1990/1999/2003).
Адреса: 83071, м. Донецьк, просп. Маршала Жукова, 1.

## Галерея

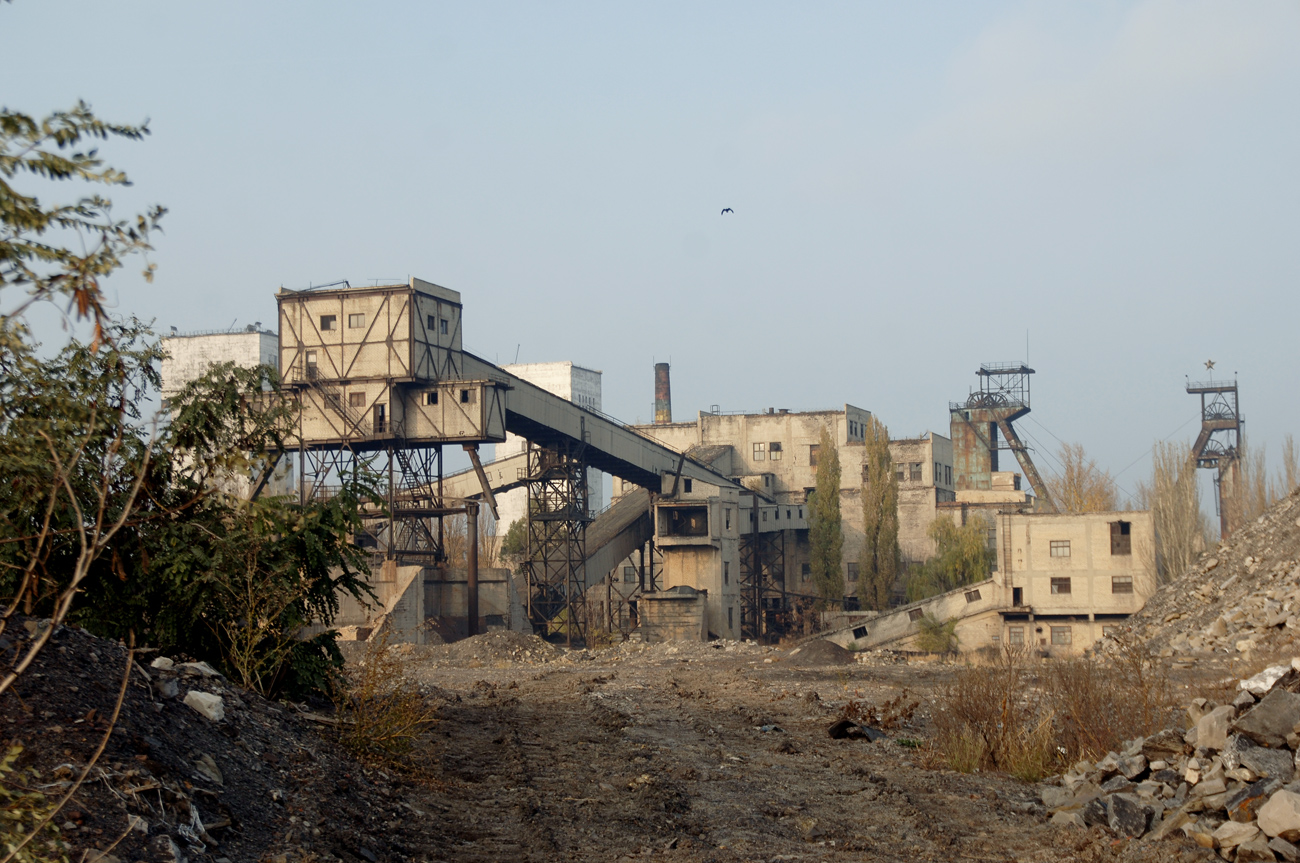
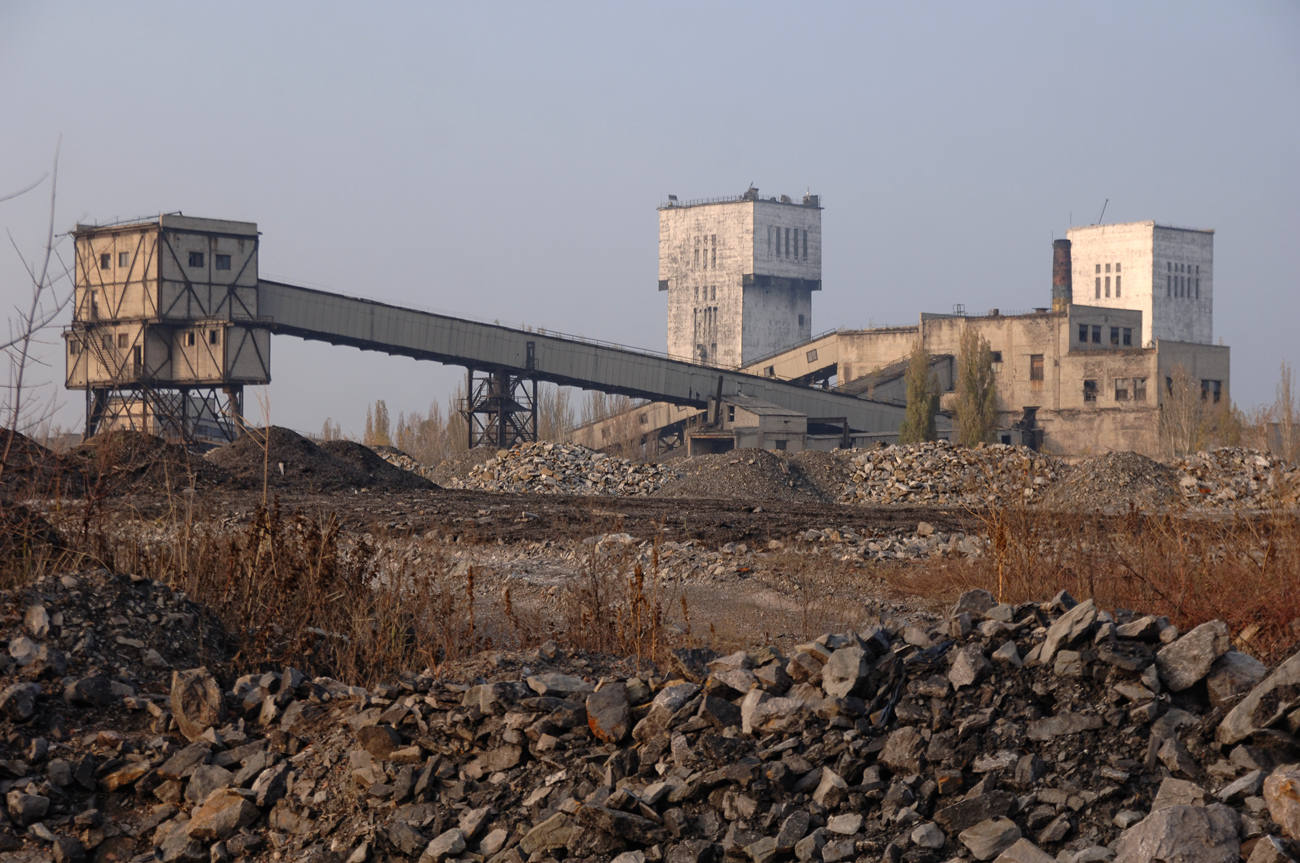
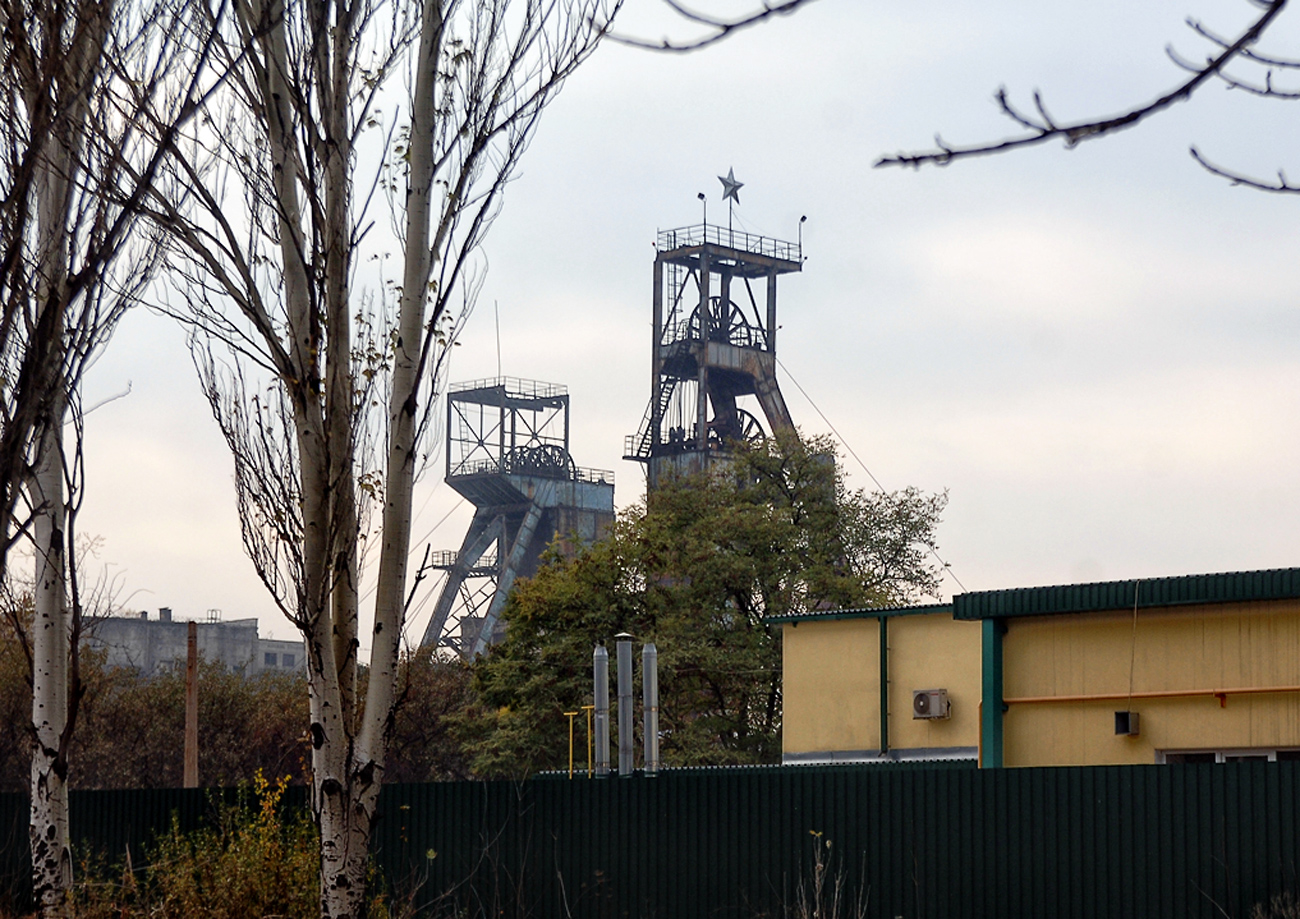
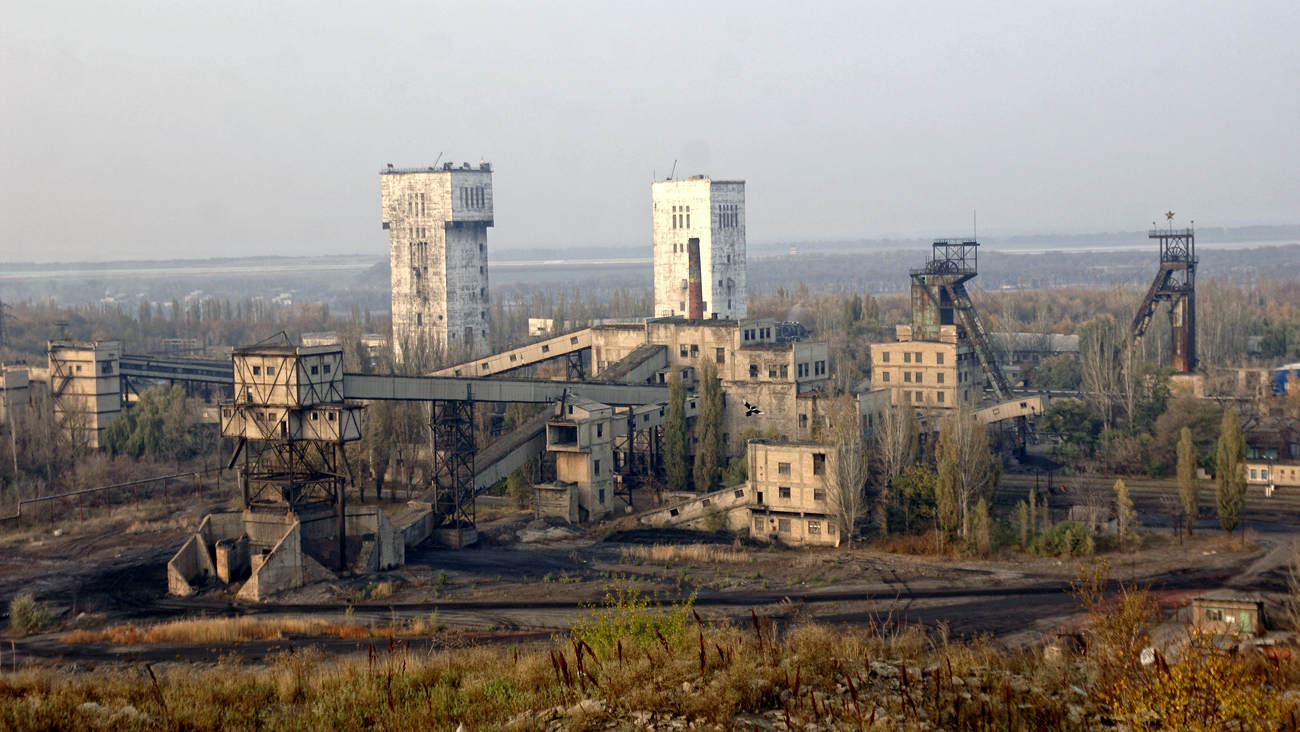
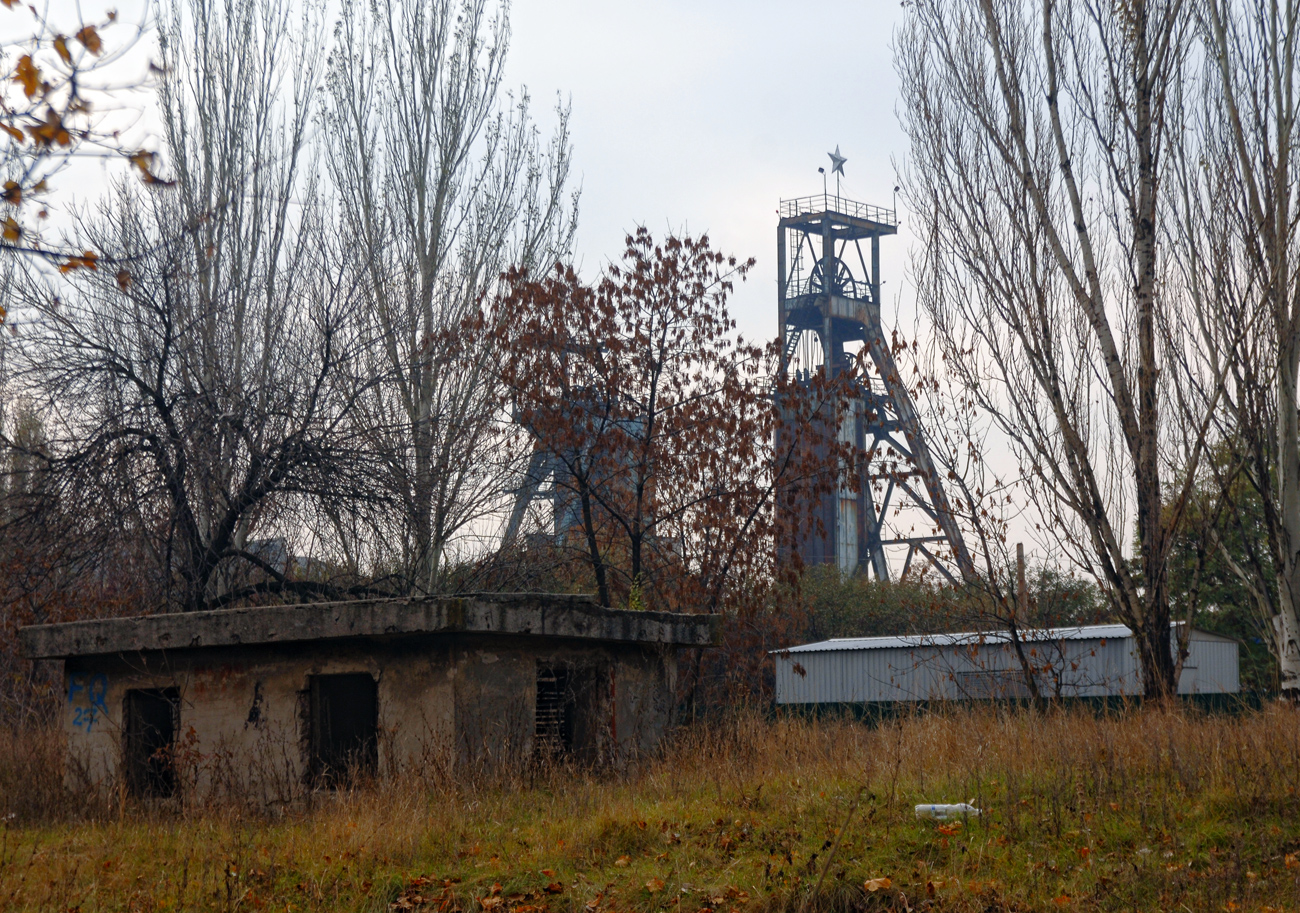
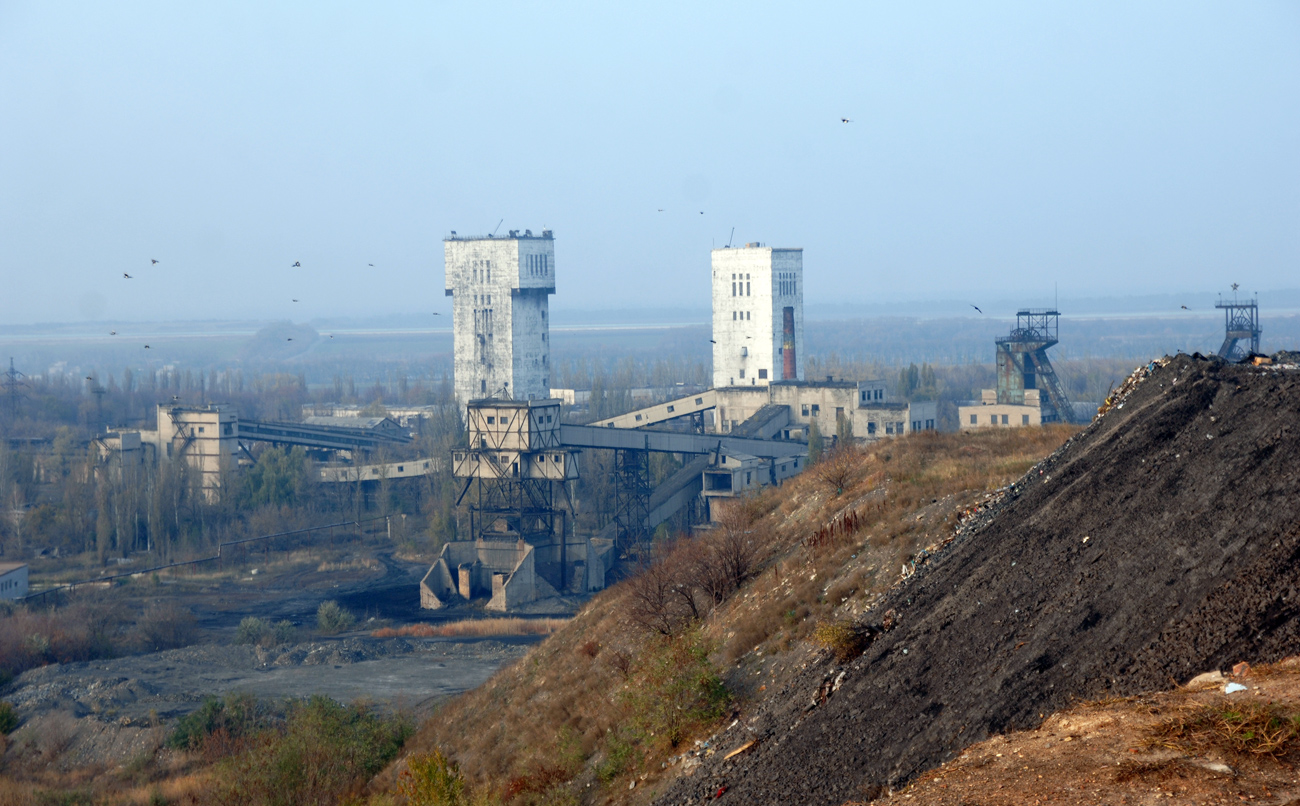
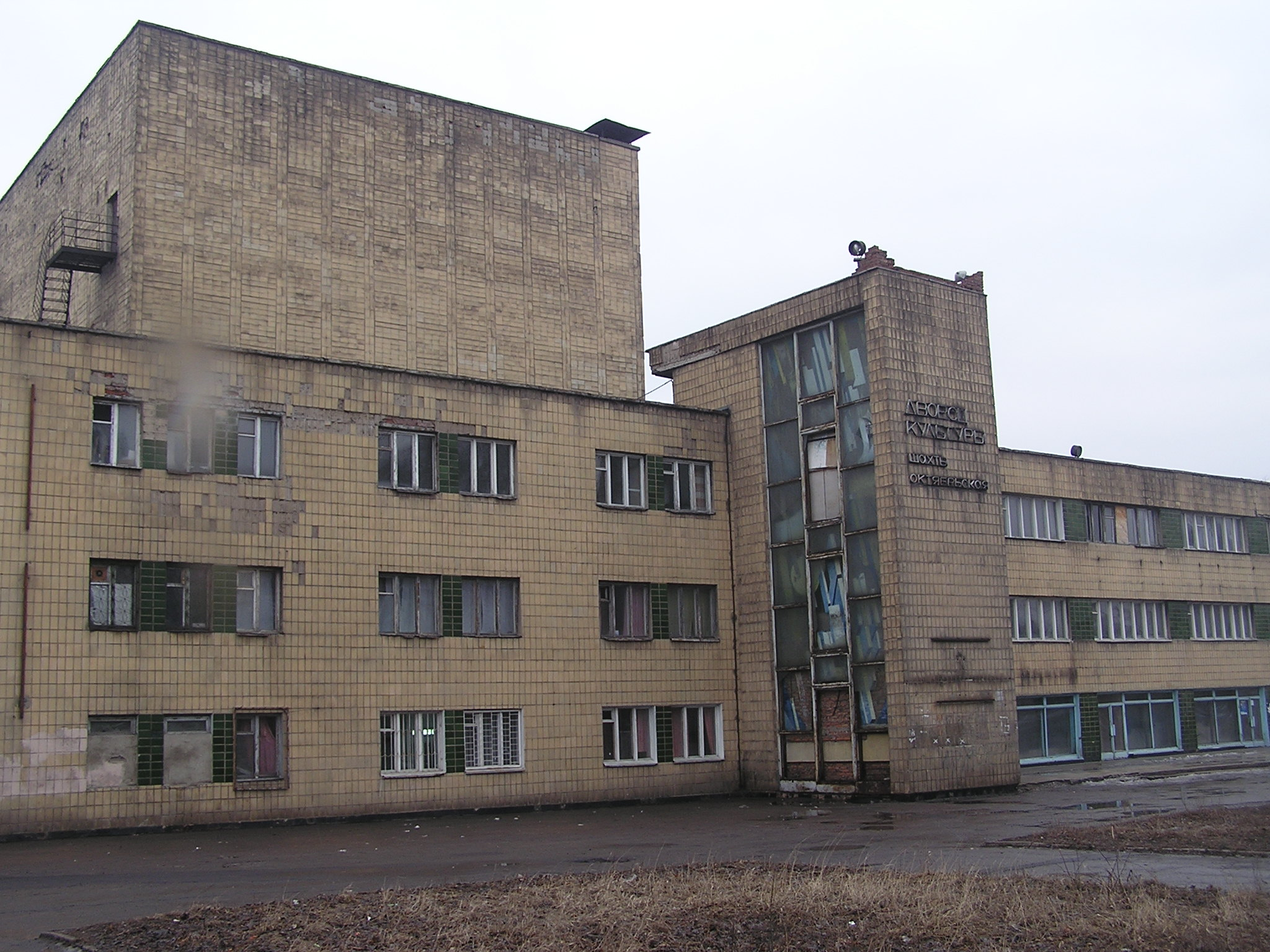
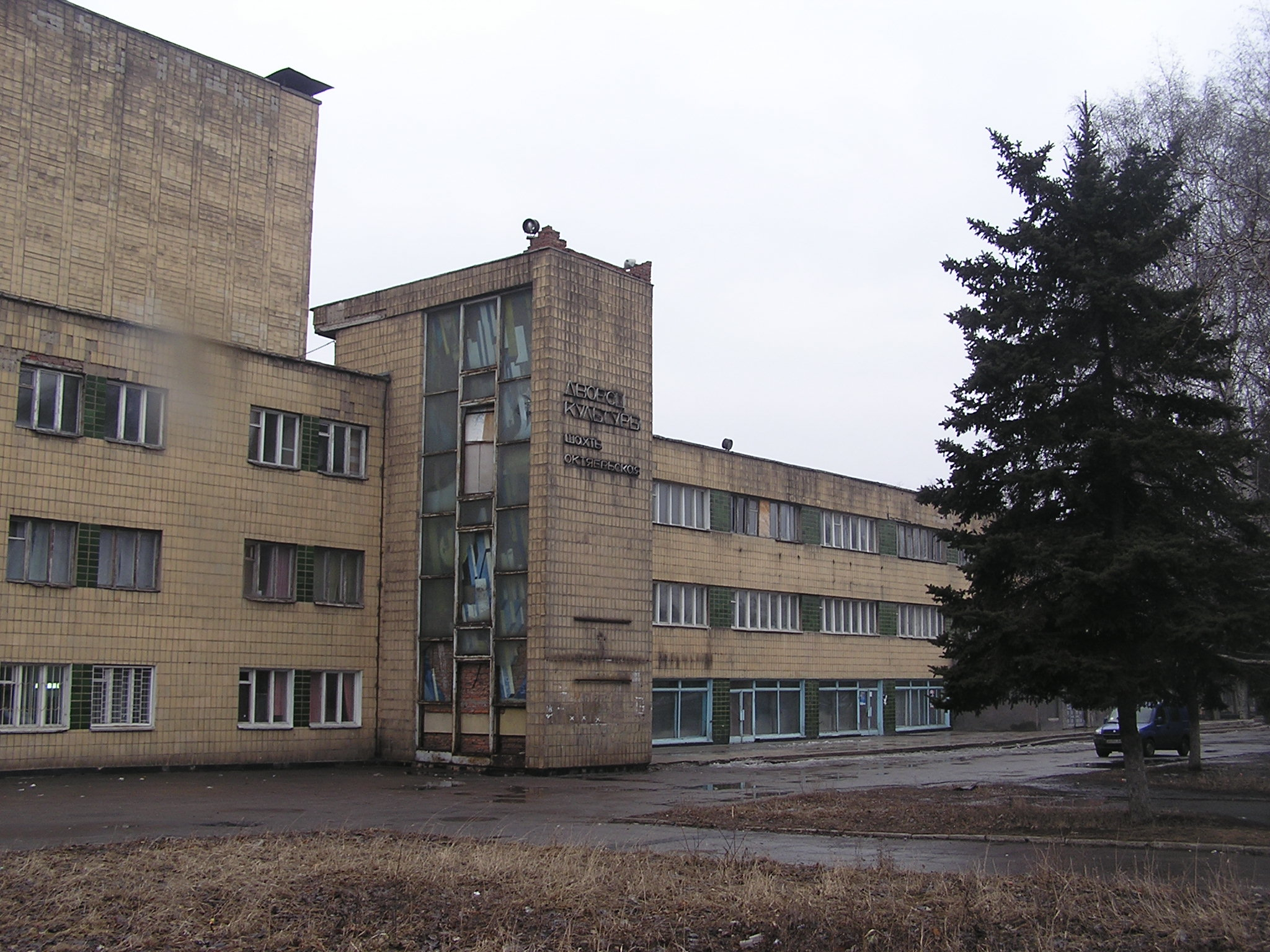